# Girl in Woods
Girl in Woods es una película de terror estadounidense del año 2016 dirigida por Jeremy Benson y protagonizada por Juliet Reeves London, Jeremy London, Charisma Carpenter y Lee Perkins.

## Argumento
Una joven, Grace Walker, se va con su prometido a una cabaña en medio de un bosque. Estando en plena naturaleza, su novio sufre un accidente, muriendo en el acto. Los intentos de Grace por sobrevivir se vuelven cada vez más complicados a causa de su problemático pasado. Enfrentarse a los demonios de su cabeza será la única forma de sobrevivir.

## Reparto
- Juliet Reeves London como Grace.
- Jeremy London como Jim.
- Charisma Carpenter como Momma.
- Lee Perkins como padre de Grace.
- John Still como abuelo de Grace.
- Shaun Benson como Grace a la edad de 7 años.
- Lauren Bayleigh White como Grace a la edad de 14 años.
- Rezia Massey como demonio.
- Ross Williams como leñador.